# Joao Sales
1. REDIRECT João Sales